# E não se pode exterminá-lo?
E não se pode exterminá-lo? ist ein mehrteiliger Fernsehfilm der schwedischen Regisseurin Solveig Nordlund aus dem Jahr 1979, basierend auf dem Werk von Karl Valentin.

## Handlung
Das als Bühnenstück konzipierte und gefilmte Werk vereint die Sketche Der reparierte Scheinwerfer, Der komische Liebesbrief, Zwangvorstellungen, Rezept zum komischen Salat, Bei Schaja, Im Hutsalon, In der Apotheke und Im Schallplattenladen. So zeigt der Film wechselnde Situationen, die stets auf Missverständnisse hinauslaufen, etwa im Laden oder unter Nachbarn, und zwischen Nonsens und überspitzter Logik angesiedelt sind.

## Hintergrund
Der Film entstand auf Basis der Inszenierung von Luís Miguel Cintra am Teatro da Cornucópia und führte auf die Weise in Portugal das Werk Karl Valentins ein. Der Film gelangte aber nie zur kommerziellen Aufführung und wurde auf Initiative des Regisseurs Fernando Lopes, der zu der Zeit Programmdirektor des zweiten Kanals des staatlichen Fernsehsenders RTP war, als fünfteilige Fernsehserie gesendet.
Die Aufführung eines toten ausländischen Humoristen ohne jeden Bezug zu Portugal, der zudem in einer anderen Epoche lebte, war ungewöhnlich. Dass das Stück dann sowohl unterhaltsam, als auch gedankenanregend war, ließ die Kritik die Inszenierung Cintras, aber insbesondere auch den Autor Valentin loben. Karl Valentin wird seither immer wieder in Portugal gespielt. Noch 2011 wurde mit Uma Bizarra Salada ein Stück aufgeführt, u. a. mit Aktiven der Fernsehserie Os Contemporâneos, das auf 6 der 8 Szenen basiert, die im Wesentlichen E não se pode exterminá-lo? ausmachten. Die Sketche entstanden in den Krisenzeiten in Deutschland vor dem Zweiten Weltkrieg und bieten sich aus Sicht portugiesischer Intendanten zur Adaption in den Zeiten der aktuellen Finanzkrise des Landes besonders gut an. E não se pode exterminá-lo? bedeutet auf Deutsch in etwa „Und kann man ihn nicht einfach vernichten?“.